# Эпитроп
Эпитроп (греч. ἐπίτροπος) — в греко-византийском праве управляющий имуществом различных церковных учреждений, главным образом, церквей и монастырей, устроенных ктиторами и управляемых согласно типику.
Главной обязанностью эпитропа было исполнение воли ктитора, выраженной в типике. Не только отменять или изменять, но даже делать дополнения к типику эпитроп не имел права. Эпитроп должен был поддерживать учреждения согласно воле ктитора, на средства, этим последним оставленные, но он не обязан был тратить собственные средства на поддержание церквей или монастыря. Содержание их на собственный счет давало эпитропу права ктитора, то есть за полученное им от прежнего ктитора имущество он отвечал как эпитроп, по отношению же к произведенным улучшениям на собственный счет являлся ктитором, причем в случае смены его при жизни он имел право обратить в свою пользу сделанные им улучшения. Дурное управление, под которым понималось явное ухудшение положения церковного имущества и, главным образом, неправильное его отчуждение, могло повести к смене эпитропа. Надзор за эпитропом был вверен епископам, митрополитам и патриарху, но не был правильно организован. Отчетов никаких не существовало, и высшему учреждению при такой безотчетности трудно было убедиться, хорошо или плохо эпитроп управляет. Единственным средством контроля являлся иск conditio ex lege: заметив недобросовестное управление со стороны эпитропа, всякий гражданин мог принести на него жалобу епископу. Затем дело производилось в обычном порядке церковного процесса и заканчивалось или оправданием эпитропа, или предписанием отобрать у него вверенное ему учреждение и передать новому лицу по назначению епископа. На нового управителя переходили те же права и обязанности, какие принадлежали прежнему эпитропу, от чего дело мало выигрывало, так как закон не предоставлял епископу возможности увеличить или уменьшить их и тем предохранить от новых злоупотреблений.